# Fiesch
Fiesch es una comuna suiza del cantón del Valais, situada en el distrito de Goms. Limita al norte con la comuna de Fieschertal, al este con Bellwald, al sureste con Ernen, al suroeste con Lax, y al oeste con Betten.